# Carroll County (Missouri)
Carroll County is een county in de Amerikaanse staat Missouri.
De county heeft een landoppervlakte van 1.799 km² en telt 10.285 inwoners (volkstelling 2000). De hoofdplaats is Carrollton.